# Manitowoc
Manitowoc é uma cidade localizada no estado norte-americano de Wisconsin, no Condado de Manitowoc.

## Demografia
Segundo o censo norte-americano de 2000, a sua população era de 34.053 habitantes.
Em 2006, foi estimada uma população de 33.635, um decréscimo de 418 (-1.2%).

## Geografia
De acordo com o United States Census Bureau tem uma área de
44,5 km², dos quais 43,7 km² cobertos por terra e 0,8 km² cobertos por água. Manitowoc localiza-se a aproximadamente 223 m acima do nível do mar.

## Localidades na vizinhança
O diagrama seguinte representa as localidades num raio de 20 km ao redor de Manitowoc.

## Na Cultura Popular
O condado e a cidade de Manitowoc ficaram mundialmente conhecidos (negativamente) através da série documental Making a Murderer, da Netflix, que mostrou os alegados erros judiciais nas investigações do assassinato de Teresa Halbach. A série mostra que possíveis interferências na suposta cena do crime e nas provas condenaram injustamente Steven Avery, que já tinha sido condenado injustamente a 20 anos de prisão pelo estupro de uma mulher. Ao sair da prisão, Steven teria aberto um processo contra a cidade pedindo um valor que faria a localidade entrar em falência. Na mesma época, a fotógrafa Teresa Halbach teria desaparecido após visitar o trailer de Avery e as investigações apontaram para ele e seu sobrinho. A série, apesar de polêmica, causou um debate internacional sobre o caso.